# Viva la muerte (slogan)

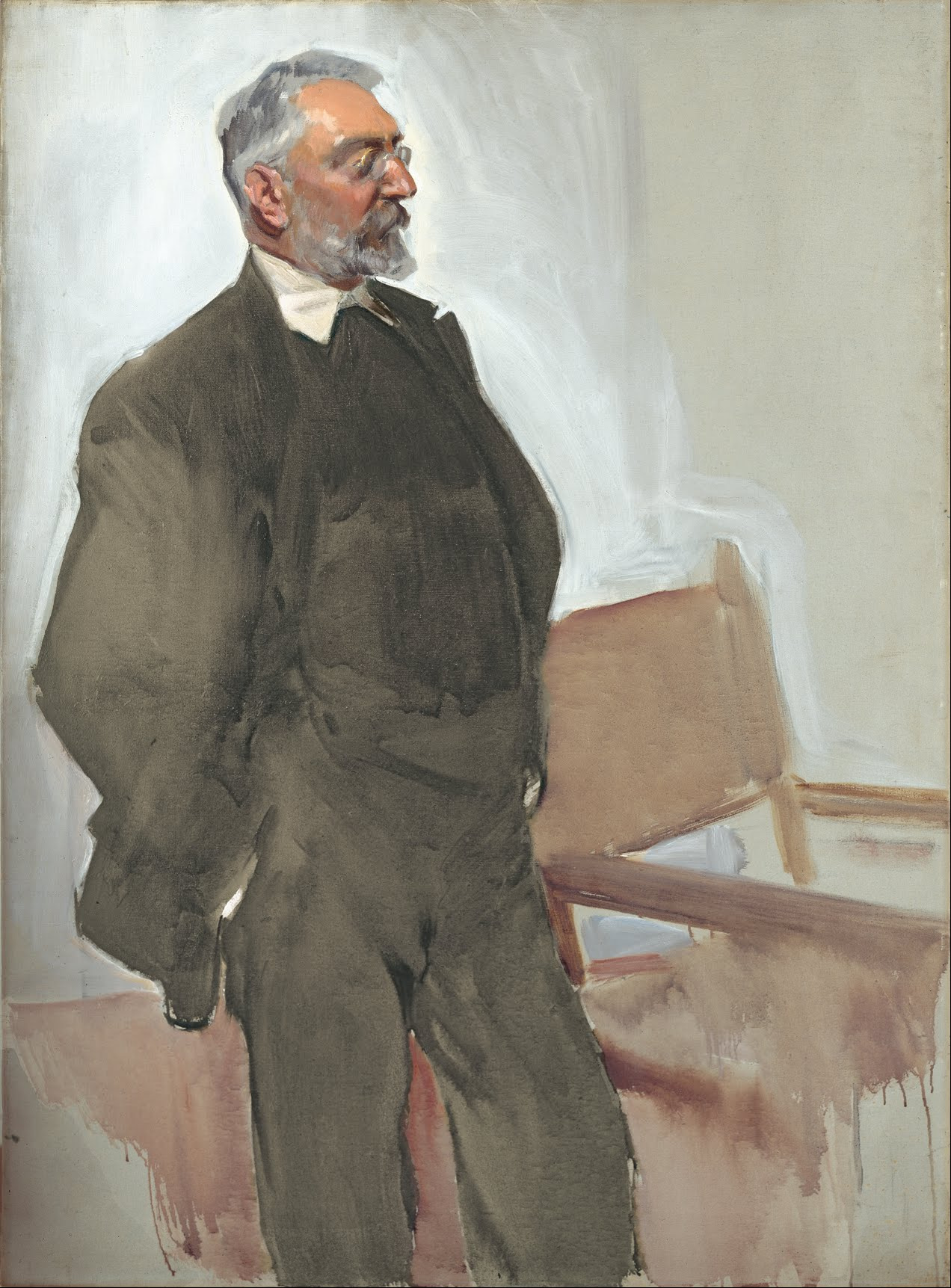
Portrait de Miguel de Unamuno par Joaquín Sorolla (vers 1912, huile sur toile, musée des Beaux-Arts de Bilbao).

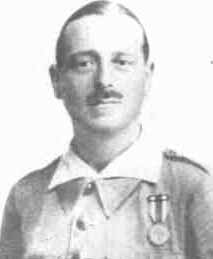
Photographie de José Millán-Astray (vers 1900).

¡Viva la muerte! (en espagnol, « Vive la mort ! ») est un cri de ralliement franquiste, à l'origine l'un des cris de guerre de la Légion espagnole (Legión Española), connu pour avoir été lancé par le général José Millán-Astray lors d'un discours de Miguel de Unamuno en 1936.

## Discours d'Unamuno
Lors du dernier discours public de Miguel de Unamuno, alors député et recteur de l'université de Salamanque, donné dans l'amphithéâtre de cette institution, en zone franquiste, le 12 octobre 1936 (le « Jour de la race espagnole »), l'écrivain se lance dans une réaction improvisée à une attaque au pouvoir dictatorial en place sur le rejet des Catalans et des Basques et surtout sur la tournure indigne, « incivile », que prend la guerre :

« Le général Millán-Astray est un invalide [comme le sont hélas beaucoup trop d'Espagnols aujourd'hui]. Tout comme l’était Cervantès. […] Un invalide sans la grandeur spirituelle de Cervantès [qui] éprouve du soulagement en voyant augmenter autour de lui le nombre des mutilés. Le général Millán-Astray voudrait créer une nouvelle Espagne – une création négative sans doute – qui serait à son image. C’est pourquoi il la veut mutilée, ainsi qu’il le
donne inconsciemment à entendre. […],. »

Il termine son discours par une phrase restée célèbre : « vous vaincrez, mais vous ne convaincrez pas » (Venceréis, pero no convenceréis),.
L'évêque de Salamanque Enrique Plá y Deniel, pourtant catalan, et le général José Millán-Astray, fondateur de la Légion espagnole en 1920, tous deux partisans de Franco, assistent à la réunion, qui se termine de façon très tendue, l'épouse de Franco intervenant elle-même pour mener Unamuno dehors et ainsi le protéger des militaires. Le discours d'Unamuno est interrompu de plusieurs exclamations restées célèbres de Millán-Astray : « ¡Mueran los intelectuales! » ou, selon les versions, « ¡Muera la inteligencia! », ainsi que « ¡Viva la muerte! ».